# After Hours (película)
After Hours (en Hispanoamérica, Después de hora; en España, Jo, ¡qué noche!) es una película estadounidense del género comedia negra, dirigida por Martin Scorsese a partir de un guion de Joseph Minion. se estrenó en 1985 y protagonizada por Griffin Dunne, Rosanna Arquette, Tommy Chong y John Heard. Relata la historia de un empleado de una compañía informática que se ve envuelto en una serie de extrañas circunstancias en una noche en el SoHo de Nueva York.
Aunque no tuvo una amplia recaudación en taquilla, la película fue alabada por la crítica y es considerada en la actualidad una de las películas más infravaloradas en la filmografía de Scorsese.

## Argumento
Al finalizar su jornada laboral, un solitario empleado (Griffin Dunne) de una compañía de informática, se ve envuelto en una serie de extrañas circunstancias que le llevan a uno de los peores barrios de Nueva York en el Soho, donde pierde el último metro de la noche. Así comienza una aventura urbana inquietante, fascinante y peligrosa. Los agobios del estupendo Griffin Dunne ante la fauna nocturna de la gran manzana esconden un interesante viaje a la personalidad de cada individuo y su sitio en la sociedad. Todo ello aderezado con excelentes toques de comedia.

## Reparto
| Actor            | Personaje              |
| ---------------- | ---------------------- |
| Griffin Dunne    | Paul Hackett           |
| Rosanna Arquette | Marcy Franklin         |
| Verna Bloom      | June                   |
| Tommy Chong      | Pepe                   |
| Cheech Marin     | Neil                   |
| Linda Fiorentino | Kiki Bridges           |
| Teri Garr        | Julie                  |
| Catherine O'Hara | Gail                   |
| John Heard       | Thomas "Tom" Schorr    |
| Dick Miller      | Pete                   |
| Will Patton      | Horst                  |
| Bronson Pinchot  | Lloyd                  |
| Rocco Sisto      | Hombre en la cafetería |
| Larry Block      | Taxista                |
| Clarence Felder  | Portero del club       |

## Producción

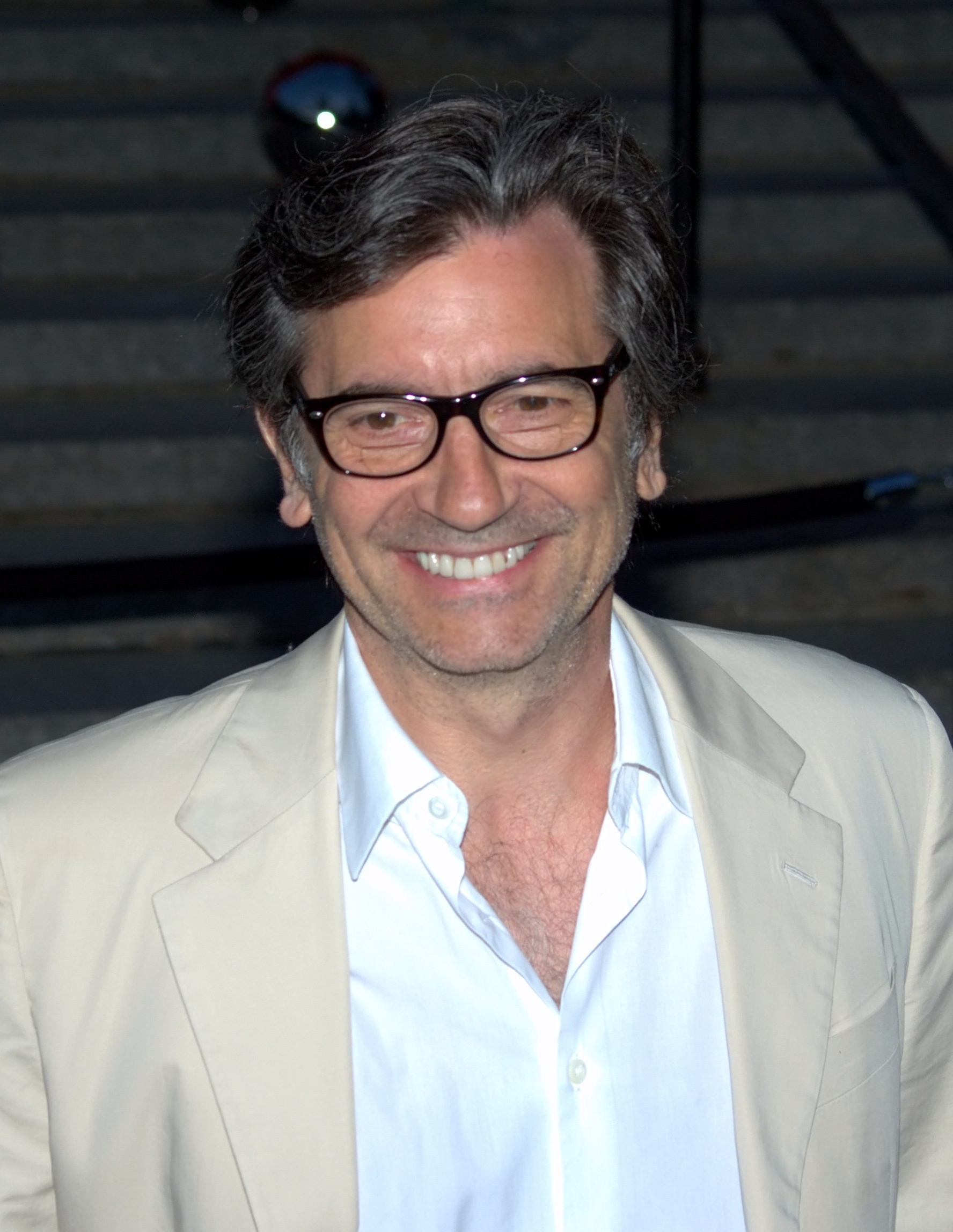
Griffin Dunne protagonizó la película.

El abandono por parte de Paramount Pictures de la producción de La última tentación de Cristo fue una gran decepción para Scorsese y le impulsó a centrarse en compañías independientes y proyectos más pequeños. Su abogado Jay Julien vinculó al director con el grupo independiente de Griffin Dunne, la compañía Double Play. El proyecto iba a llamarse inicialmente A Night in Soho. El guion de Joseph Minion, originalmente titulado Lies y basado en el monólogo del mismo nombre de Joe Frank de 1982, fue escrito como parte de un encargo para su curso de cine en la Universidad de Columbia. Minion tenía 26 años cuando se produjo la película. El guion se convirtió finalmente en After Hours después de que Scorsese hiciera algunos cambios.
Una de las aportaciones de Scorsese es el diálogo entre Paul y el portero del Club Berlín, inspirado en el relato Ante la ley de Franz Kafka. Como Scorsese le explicó a Paul Attanasio, el relato reflejaba su frustración por la producción de La última tentación de Cristo, la cual tuvo constantes demoras, al igual que el personaje de Joseph K. en la obra de Kafka.
La película iba a ser dirigida originalmente por Tim Burton, pero Scorsese leyó el guion en un momento en el que no pudo conseguir apoyo financiero para completar La última tentación de Cristo, y Burton se hizo a un lado con gusto cuando Scorsese expresó su interés en dirigirla. After Hours fue la primera película de ficción dirigida por Scorsese desde Alice Doesn't Live Here Anymore en 1974 en la que Robert De Niro no formaba parte del reparto.
El director británico Michael Powell participó en el proceso de producción de la película (Powell y la editora Thelma Schoonmaker se casaron poco después). Nadie estaba seguro de cómo debía terminar la historia en la cinta. Powell sugirió que Paul debía terminar de nuevo en el trabajo, pero esto fue inicialmente descartado como demasiado improbable y difícil. Intentaron muchos otros finales, y algunos incluso fueron filmados, pero al final aceptaron la idea de Powell.

## Recepción
La película recaudó un poco más de diez millones de dólares en los Estados Unidos, pero recibió críticas positivas y actualmente es considerada una de las obras más infravaloradas en la carrera de Scorsese. La película le valió al cineasta el premio al mejor director en el Festival de Cannes de 1986 y le permitió tomar un descanso del caótico desarrollo de La última tentación de Cristo.
El crítico de cine Roger Ebert dio a After Hours su máxima calificación de cuatro estrellas. La elogió como una de las mejores películas del año, afirmando que "continúa el intento de Scorsese de combinar la comedia y la sátira con una presión implacable y un sentido de paranoia omnipresente". En Rotten Tomatoes tiene un índice de aprobación del 89% basado en 53 reseñas con un promedio de 7,64 sobre 10. Su consenso afirma: "Rebosante de energía frenética y teñida de humor negro, After Hours es un desvío magistral - y a menudo pasado por alto - en la filmografía de Martin Scorsese".

## Reconocimientos
| Año  | Premio                   | Resultado | Premio                 | Persona              |
| ---- | ------------------------ | --------- | ---------------------- | -------------------- |
| 1986 | Festival de Cannes       | Ganador   | Mejor director         | Martin Scorsese      |
| 1986 | Festival de Cannes       | Candidata | Palma de oro           | Martin Scorsese      |
| 1986 | Independent Spirit Award | Ganadora  | Mejor director         | Martin Scorsese      |
| 1986 | Independent Spirit Award | Ganadora  | Mejor producción       | Robert F. Colesberry |
| 1986 | Independent Spirit Award | Candidata | Mejor fotografía       | Michael Ballhaus     |
| 1986 | Independent Spirit Award | Candidata | Mejor guion            | Joseph Minion        |
| 1986 | Independent Spirit Award | Ganadora  | Mejor actriz           | Rosanna Arquette     |
| 1986 | Golden Globes            | Candidata | Mejor actor de comedia | Griffin Dunne        |
| 1987 | BAFTA Awards             | Candidata | Mejor actriz           | Rosanna Arquette     |